# Fidea Cyclocross Classics 2010-2011
De Fidea Cyclocross Classics 2010-2011 is het 2e seizoen van een serie overkoepelende wedstrijden in het veldrijden. In de Fidea Cyclocross Classics worden er geen punten gegeven, noch is er een algemeen klassement of algehele eindwinnaar. 

## Erelijst

### Mannen
| Datum      | Wedstrijd                      | Cat. | Eerste          | Tweede              | Derde         |
| ---------- | ------------------------------ | ---- | --------------- | ------------------- | ------------- |
| 26/09/2010 | Grote Prijs Neerpelt, Neerpelt | C2   | Sven Nys        | Klaas Vantornout    | Kevin Pauwels |
| 11/11/2010 | Jaarmarktcross Niel, Niel      | C2   | Sven Nys        | Niels Albert        | Bart Wellens  |
| 18/12/2010 | Scheldecross, Antwerpen        | C1   | Radomír Šimůnek | Sven Vanthourenhout | Bart Aernouts |
| 02/01/2011 | Cyclocross Tervuren, Tervuren  | C1   | Niels Albert    | Sven Nys            | Tom Meeusen   |

### Vrouwen
| Datum      | Wedstrijd                      | Cat. | Eerste            | Tweede               | Derde             |
| ---------- | ------------------------------ | ---- | ----------------- | -------------------- | ----------------- |
| 26/09/2010 | Grote Prijs Neerpelt, Neerpelt | C2   | Sanne van Paassen | Daphny van den Brand | Sanne Cant        |
| 11/11/2010 | Jaarmarktcross Niel, Niel      | C2   | Helen Wyman       | Daphny van den Brand | Sophie de Boer    |
| 18/12/2010 | Scheldecross, Antwerpen        | C1   | Marianne Vos      | Daphny van den Brand | Sanne van Paassen |
| 02/01/2011 | Cyclocross Tervuren, Tervuren  | C1   | Hanka Kupfernagel | Sanne Cant           | Marianne Vos      |

Kampioenschappen:  Wereldkampioenschappen · 
 Europese kampioenschappen · 
 Belgische kampioenschappen · 
 Nederlandse kampioenschappen
Klassementen:  Wereldbeker · 
 Superprestige · 
 GvA Trofee · 
 TOI TOI Cup · 
 Challenge national
Overig:  Fidea Cyclocross Classics
2009-2010 · 
2010-2011 · 
2011-2012 · 
2012-2013 · 
2013-2014 · 
2014-2015 · 
2015-2016 · 
2016-2017 · 
2017-2018 ·
2018-2019 · 
2019-2020